# Nodo gordiano (araldica)
Nodo gordiano è un termine utilizzato in araldica per indicare il nodo sotto rappresentato. Questo nodo è spesso associato alla triquetra, che ha la stessa topologia, ma le estremità a punta.

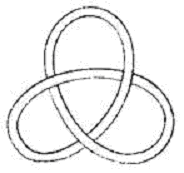
Nodo gordiano
Triquetra (Hohberg, Germania)